# Oleksandrivske
Oleksandrivke (ukrainien : Олександрівське, russe : Александровское, Alexandrovskoïé) est une commune de type urbain qui se trouve dans le Donbass et l'oblast de Donetsk dans l'est de l'Ukraine. Depuis février 2015, la commune fait partie de la république populaire de Donetsk. Elle accueillait 1 609 habitants en 2013 et 1 534 habitants en 2019.

## Géographie
La localité se trouve à 42 km au sud-est de Bakhmout et à 45 km au nord-est de Donetsk à une altitude de 215 m. Elle est située juste au nord de la rivière Boulavyn, qui est un des deux cours d'eau constitutifs à leur confluence de la rivière Krynka, principal affluent du fleuve côtier Mious.

## Histoire
Un village du nom d'Alexandrovskoïé est fondé en 1947 pour abriter les logements des ouvriers des mines de charbon des environs découvertes en 1938. La mine de charbon d'Alexandrovskoïe ferme en 2001-2002 et la population diminue constamment. La commune russophone fait brièvement allégeance à la république populaire de Donetsk pendant l'été 2014 avant d'être assaillie par l'armée du gouvernement central de Kiev. Elle est reprise par les forces séparatistes de la RPD en février 2015 après la bataille de Debaltseve.
Elle appartenait jusqu'au 11 décembre 2014 au conseil municipal de la ville d'Eniakevo et fait partie du raïon de Bakhmout.
Elle dépend ensuite du conseil municipal de Boulavynske avec les communes de Pryberejne (Priberejnoïe), Olenivka (Elenovka) et Boulavynske (Boulavinskoïe).